# Islamistischer Terrorismus im deutschsprachigen Raum
Dieser Artikel befasst sich mit Islamistischem Terrorismus im deutschsprachigen Raum (D-A-CH). Mit dem Begriff Islamistischer Terrorismus (seltener auch islamischer Terrorismus) wird Terrorismus bezeichnet, der durch Islamismus motiviert ist. Islamistische Terroristen bezeichnen ihre Aktivitäten selbst jedoch als Dschihad und berufen sich zur Rechtfertigung ihrer Aktionen auf ihre Interpretationen des Islam, insbesondere des Korans und der Sunna, die jeweils dem Zweck entsprechend interpretiert werden.

## Deutschland

### Wertung durch Politik und Verfassungsschutz
Nach Erkenntnissen des Bundesamts für Verfassungsschutz waren mit Stand 2012 beinahe alle islamistischen Terroraktivitäten in Deutschland dem fundamentalistischen Salafismus zuzurechnen. 2013 waren Salafisten die am raschesten wachsende islamistische Gruppe in Deutschland.
Infolge der Anschlagserie durch Mohamed Merah in Südfrankreich 2012 ist auch in Deutschland die Sorge vor inländischen Einzeltätern gewachsen, die ihre Tat individuell planen und ausführen. Diese sogenannten „einsamen Wölfe“ würden, so das Bundesamt für Verfassungsschutz, eine mitunter plötzliche Selbstradikalisierung durchlaufen – oft beschleunigt durch extremistisches Propagandamaterial im Internet – und seien ohne direkte Verbindung zu bekannten islamistischen Terrornetzwerken für die Sicherheitsbehörden im Vorfeld kaum aufspürbar. Anders als beim herkömmlichen, von Gruppen organisierten Terrorismus gehe dem Anschlag nicht unbedingt eine Ausbildung im Terrorcamp im muslimischen Ausland voraus, sondern der Radikalisierungsprozess der Attentäter vollziehe sich inmitten der deutschen Gesellschaft. Die Ausführung des Anschlags könne spontan oder erst nach akribischer Vorbereitung erfolgen. Im April 2012 galten Bundesinnenminister Friedrich (CSU) zufolge etwa 130 Islamisten in Deutschland als „Gefährder“, potentielle Attentäter auf dem Bundesgebiet. Um junge Muslime vom gewaltbereiten Extremismus fernzuhalten, fordert die Islamismus-Expertin Claudia Dantschke ihre umfassende Einbindung im engen persönlichen Umfeld, namentlich in Familie und Schule sowie Moscheegemeinde und Einwandererorganisation.
| Datum          | Anzahl |
| -------------- | ------ |
| Juni 2013      | 60     |
| August 2013    | 120    |
| Oktober 2013   | 200    |
| Dezember 2013  | 240    |
| Januar 2014    | 270    |
| Februar 2014   | 300    |
| August 2014    | 400    |
| September 2014 | 450    |
| Dezember 2014  | 550    |
| Januar 2015    | 600    |
| Mai 2015       | 700    |

Im Juni 2013 warnte das Bundesamt für Verfassungsschutz vor einer erhöhten Anschlagsgefahr durch dschihadistische Krieger, die aus dem syrischen Bürgerkrieg „emotionalisiert“ und möglicherweise mit „direktem Kampfauftrag“ nach Deutschland zurückgekehrt seien. Im Oktober 2013 schätzte die Behörde die Zahl der Dschihadisten aus Deutschland, die sich im syrischen Kriegsgebiet aufhalten oder auf der Reise dorthin befinden, auf zweihundert Personen, von denen die Mehrheit einen deutschen Pass besitzt. Deutschsprachige Islamisten bildeten damit das größte Truppenkontingent der zu diesem Zeitpunkt geschätzten eintausend Freiwilligen aus Europa. In einem „German Camp“, das als Sammlungspunkt dient, bereiteten die Männer sich auf den militärischen Einsatz aufseiten der islamistischen Opposition vor. Bis 2013 seien acht Freischärler aus Deutschland nach Erkenntnissen des Nachrichtendienstes in dem Konflikt umgekommen. Neben steigenden Ausreisezahlen registrierte die Behörde verstärkte Bemühungen um den Aufbau einer Propagandastruktur, mit deren Hilfe weitere deutschsprachige Kämpfer für den Dschihad in Syrien angeworben werden sollen. Im Februar 2014 gaben deutsche Behörden an, mindestens 20 Dschihadisten aus Deutschland seien in Syrien getötet worden. Bis März 2014 war die Zahl der nach Syrien ausgereisten Dschihadisten, laut Verfassungsschutz, auf 300 angewachsen – darunter zwanzig Frauen, die unterstützend tätig sind und mit Kämpfern sogenannte Dschihad-Ehen eingehen. Im August 2014 nannte der Präsident des Bundesamts für Verfassungsschutz im WDR 400.
Im Dezember 2014 gingen deutsche Sicherheitsbehörden von mehr als 550 Islamisten aus, die aus Deutschland Richtung Syrien ausgereist sein sollen, im Mai 2015 bereits von fast 700. 100 Fälle seien bekannt, in denen die Kämpfer aus Deutschland in Syrien und im Irak getötet wurden. Zusätzlich würden mindestens 15 Kämpfer für die Al-Shabaab in Somalia kämpfen. Für die EU quantifizierte der Terrorismusforscher Sam Mullins die Rolle von Asylsuchenden bei Anschlägen: In Deutschland waren es insgesamt 13 Terrorakte im Zeitraum von 2012 bis 2020, verübt von 14 Attentätern, darunter sieben (50 %) Asylbewerber.

### Islamistischer Terror und islam. Terrorgefahr in Deutschland (Chronik)
Siehe auch: Liste von Terroranschlägen in Deutschland seit 1945 und Islamischer Staat#Situation in Deutschland
2001
Drei der vier Selbstmordpiloten der Anschläge vom 11. September 2001 hatten zuvor eine Terrorzelle in Hamburg geformt, wo sie die Anschläge vorbereiteten und regelmäßig gemeinsam die Al-Quds-Moschee besuchten.
2002
Im April 2002 wurde die Terrorgruppe al-Tawhid ausgehoben, welche Anschläge auf das Jüdische Museum Berlin plante.
2006
Im Juli 2006 schlug ein Bombenanschlag von libanesischen Islamisten auf zwei Nahverkehrszüge in Westdeutschland fehl.
2007
2007 wurde die Sauerland-Gruppe, eine vierköpfige Terrorzelle der Islamischen Dschihad-Union aus deutschen Konvertiten und Deutschtürken, ausgehoben. Die Gruppe hatte den Einsatz von Autobomben gegen amerikanische Militäreinrichtungen und zivile Ziele auf deutschem Boden geplant.
2008
Im September 2008 misslang ein Mordanschlag dreier Minderjähriger auf eine Kölner Polizeistreife, die in einen Hinterhalt gelockt worden war. Sie gaben an, Waffen erbeuten zu wollen, um in einen heiligen Krieg zu ziehen und Amerikaner töten zu wollen. Zwei von ihnen, inzwischen volljährig, reisten im Frühjahr 2013 nach Syrien aus.
2010
Vermutlich im April 2010 kam der Islamist Eric Breininger in der Nähe von Mir Ali, im von Pakistan verwalteten Stammesgebiet, bei Gefechten ums Leben.
2011
Im März 2011 erschoss der islamistische Kosovo-Albaner Arid Uka zwei US-Soldaten und verletzte zwei weitere schwer, die sich auf dem Weg nach Afghanistan befanden (Mordanschlag am Frankfurter Flughafen am 2. März 2011).
Im April 2011 wurden die vier Mitglieder der Düsseldorfer Zelle verhaftet, die laut Anklage einen Sprengstoffanschlag auf eine große Menschenmenge vorbereiteten.
2012
Am 5. Mai 2012 kam es am Rande einer Demonstration der Partei Pro NRW in Bonn zu gewalttätigen Auseinandersetzungen, bei denen mehrere Hundert Salafisten auf die Demonstranten losgingen, so dass diese von der Polizei geschützt werden mussten. Dabei wurden 29 Beamte verletzt, zwei davon erlitten durch Messerstiche schwere Verletzungen.
Im Dezember 2012 kam es zu einem versuchten Bombenanschlag am Bonner Hauptbahnhof, für den der deutsche Konvertit Marco G. aus der dortigen Salafisten-Szene verdächtigt wird.
2013
Im März 2013 verhinderte die Polizei ein Attentat auf den Parteivorsitzenden von Pro NRW, Markus Beisicht. Der Generalbundesanwalt beim Bundesgerichtshof erhob in diesem Zusammenhang Anklage gegen Marco G. und weitere Salafisten. Im Oktober 2013 zog der Tod des salafistischen, ehemaligen Fußball-Jugendnationalspielers Burak Karan in Syrien mediale Aufmerksamkeit auf sich.
2014
Der Islamist Philip Bergner aus Dinslaken und Angehöriger der sogenannten Lohberger Brigade sprengte sich 2014 im Irak in die Luft und tötete damit 20 Menschen. Im September desselben Jahres sprengte sich der Islamist Ahmet C. aus Ennepetal in Bagdad in die Luft und tötete damit 54 Menschen.
2015
Im Januar 2015 verübten junge Islamisten zwei Brandanschläge in Hamburg: Sie warfen Molotowcocktails auf das Verlagsgebäude der Hamburger Morgenpost sowie auf eine Schule. Die Anschläge dienten als Rache für die öffentliche Solidarität mit den Opfern des islamistischen Anschlags auf Charlie Hebdo. Auslöser war insbesondere der Abdruck von Mohammed-Karikaturen durch die Zeitung. Die Schule wurde angegriffen, weil dort Schüler die Karikaturen ausgehängt hatten.
Am 18. Januar 2015 verbot die Polizei Dresden wegen einer „konkreten“ islamistischen Terrorgefahr eine für den Folgetag geplante Pegida-Demonstration. Die Entscheidung, die in das Grundrecht auf Versammlungsfreiheit eingriff, stieß anschließend auf Kritik in der Politik; Regierungskreise äußerten die Vermutung, die Terrorbedrohung gegen die – steigenden Zulauf verzeichnende – PEGIDA-Bewegung sei von sächsischen Stellen „hochgejazzt“ worden.
Am 15. Februar 2015 wurde der Braunschweiger Karneval, mit über 250.000 Jecken der größte Karnevalsumzug Norddeutschlands, von der Polizei wegen „einer konkreten Gefährdung durch einen Anschlag mit islamistischem Hintergrund“ abgesagt.
Nach einer Terrorwarnung kam es am 28. Februar 2015 zu einem Großeinsatz der Bremer Polizei. Im Visier waren Salafisten. Das Islamische Kulturzentrum Bremen wurde durchsucht, in der Innenstadt patrouillierten mit Maschinenpistolen bewaffnete Polizisten. Präventiv wurden auch die Schutzmaßnahmen für die Jüdische Gemeinde erhöht.
Ende April 2015 verhaftete die Polizei im Vorfeld des bekannten Straßenrennens Rund um den Finanzplatz Eschborn-Frankfurt ein salafistisches Ehepaar türkischer Herkunft, das es der Vorbereitung eines Terroranschlags verdächtigte. Das Radrennen wurde anschließend aus Sicherheitsgründen abgesagt. Gegen den männlichen Verdächtigen erhob die Frankfurter Staatsanwaltschaft Anklage wegen Vorbereitung eines Sprengstoffanschlags; allerdings ist bislang unklar, welches Anschlagsziel der Mann ins Auge gefasst hatte.
Am 17. September 2015 erschoss die Berliner Polizei den irakischen Islamisten Rafik Yousef, nachdem dieser auf der Straße eine Polizistin mit einem Messer angegriffen und lebensgefährlich verletzt hatte.
Vier Tage nach den Pariser Anschlägen im November wurde das Länderspiel der deutschen Fußballnationalmannschaft gegen die Niederlande in Hannover nach Hinweisen auf einen geplanten islamistischen Terroranschlag kurz vor dem Anpfiff abgesagt. Die Suche nach den potentiellen Attentätern ist bislang erfolglos geblieben.
In der Silvesternacht wurde der Münchner Hauptbahnhof, der zweitgrößte Bahnhof Deutschlands, sowie der Bahnhof München-Pasing nach einer Warnung vor koordinierten islamistischen Bombenanschlägen geräumt. Die Ermittlungen haben bislang keine konkreten Ergebnisse gebracht.
2016
Am 4. Februar wurden bei bundesweiten Razzien zwei algerische Männer und eine Frau aus der Islamistenszene festgenommen. Von Berlin aus wollten sie Attentate vorbereiten. Der Hauptverdächtige hielt sich nach Polizeiangaben in einem Erstaufnahmeauflager für Flüchtlinge in Attendorn auf und wurde dort festgenommen. Er wird wegen Zugehörigkeit zur Terrorgruppe ISIS auch von algerischen Behörden gesucht und soll vom IS militärisch ausgebildet worden sein.
Am 5. Februar 2016 warf ein 17-Jähriger deutsch-marokkanischer Herkunft, der Bruder der späteren Attentäterin, die einen Polizisten im hannoverschen Hauptbahnhof niederstach, zwei Molotowcocktails in den Eingang eines Einkaufszentrums in Hannover, um aus islamistischen Motiven möglichst viele Menschen zu töten. Verletzt wurde dabei niemand. Der Täter wurde später vom Landgericht Hannover wegen versuchten Mordes in sieben Fällen zu acht Jahren Jugendhaft verurteilt.
Am 26. Februar attackierte eine 16-Jährige deutsch-marokkanischer Herkunft einen Polizisten während einer Personenkontrolle am Hauptbahnhof in Hannover mit einem Gemüsemesser und verletzte ihn schwer am Hals. Das islamisch aufgezogene Mädchen war auf einer Türkeireise vom Islamischen Staat (IS) angeworben worden. Es handelt sich um den ersten Anschlag in Deutschland, der von der Terrormiliz angeordnet wurde.
Am 16. April zündeten zwei jugendliche Salafisten mit Migrationshintergrund eine Bombe in einem Essener Sikh-Tempel und verletzten dabei drei Menschen. Nach Erkenntnissen der Ermittler handelt es sich bei den beiden Tätern um Sympathisanten der Terrororganisation Islamischer Staat (IS).
Am 2. Juni wurden in Brandenburg, NRW und Baden-Württemberg drei Syrer festgenommen. Sie sollten offenbar im Auftrag des sogenannten Islamischen Staats (IS) einen Terroranschlag in der Düsseldorfer Altstadt begehen.
Am 18. Juli attackierte und verletzte ein als syrischer Flüchtling in Deutschland lebender IS-Sympathisant in einem Zug bei Würzburg vier Personen mit einer Axt schwer und wurde beim anschließenden Polizeieinsatz erschossen.
Am 24. Juli sprengte sich ein weiterer IS-Sympathisant vor dem Haupteingang eines Musikfestivals in Ansbach in die Luft. Dabei wurden 15 Personen verletzt.
Ein 12-jähriger Deutsch-Iraker verübte zwei versuchte Sprengstoffanschläge in Ludwigshafen am Rhein – am 26. November 2016 auf dem Weihnachtsmarkt und am 5. Dezember 2016 am Rathausplatz. Der Junge soll im Auftrag der Terrororganisation Islamischer Staat gehandelt und über den Messengerdienst Telegram Anweisungen erhalten haben. In einem späteren Gerichtsverfahren in Wien wurde ein 19-jähriger Österreicher albanischer Herkunft als Drahtzieher zu neun Jahren Haft verurteilt.
Am 19. Dezember ereignete sich der Anschlag auf den Berliner Weihnachtsmarkt an der Gedächtniskirche, bei dem ein islamistischer Attentäter einen Sattelzug in eine Menschenmenge steuerte und 12 Menschen tötete. 45 Menschen wurden verletzt, 30 davon schwer. Es war der erste gelungene Islamistische Terror-Anschlag in Deutschland, der zivile Todesopfer zur Folge hatte.
2017
Am 26. Januar 2017 wurde ein 17-jähriger Flüchtling, der nach eigenen Angaben aus Syrien stammt, in Köthen festgenommen, nachdem ein Haftbefehl gegen ihn erlassen worden war. Er soll Kontakt zu einer Terrorzelle gehabt haben, welche Personen im Bau von Bomben schult. Er kam in U-Haft.
Am 1. Februar 2017 wurde bei einer landesweiten Anti-Terror-Razzia in Hessen ein 36 Jahre alter Tunesier in Frankfurt am Main verhaftet. Der Verhaftete reiste 2015 als Asylbewerber ein, hielt sich aber auch schon ab 2003 für einige Jahre in Deutschland auf. Er soll laut Staatsanwaltschaft als Anwerber und Schleuser für den IS aktiv gewesen sein und wurde auch von tunesischen Sicherheitsbehörden im Zusammenhang mit dem Anschlag in Tunis 2015 gesucht.
Am 8. April 2017 wurde ein 24 Jahre alter Marokkaner in Borsdorf bei Leipzig in einem Asylbewerberheim durch ein Spezialeinsatzkommando der Polizei festgenommen. Er wurde durch Behörden als islamistischer Gefährder eingestuft und stand im Verdacht, einen Anschlag auf die russische Botschaft in Berlin ausführen zu wollen. Er kam in Abschiebehaft.
Am 30. Mai 2017 wurde in der Uckermark ein 17-jähriger Asylbewerber mit vermuteter syrischer Herkunft festgenommen, nachdem dieser an seine Mutter eine Kurznachricht geschrieben hatte, in welcher er sich verabschiedet und angekündigt, in den Dschihad einzutreten. Darüber hinaus bestanden Hinweise aus dem direkten Umfeld.
Im Juni 2017 wurde ein 19-jähriger Syrer in Pegnitz festgenommen. Die Ermittler fanden Anleitungen zum Bombenbau, IS-Abzeichen und ein Bekennervideo des Beschuldigten. Im November wurde Anklage wegen des Beschaffens von Anleitungen zur Begehung einer schweren staatsgefährdenden Gewalttat erhoben.
Am 28. Juli 2017 attackierte ein 26-jähriger Asylbewerber aus den Vereinigten Arabischen Emiraten wahllos Kunden eines Supermarktes in Hamburg mit einem Messer. Dabei wurde ein 50-jähriger Mann getötet sowie sechs weitere Personen verletzt. Seine Taten sollten demnach als Beitrag im weltweiten Dschihad dienen. Es bestanden keine Hinweise zu einer Einbindung in eine terroristische Organisation wie dem IS.
Am 31. Oktober 2017 wurde ein 19-jähriger Syrer nach monatelanger Observation festgenommen, nachdem er Chemikalien und Bauteile zum Bau eines TATP-Sprengsatzes besorgt hatte. Er war im Herbst 2015 als Flüchtling in die Bundesrepublik eingereist.
Am 21. November 2017 wurden in den Städten Kassel, Hannover, Essen und Leipzig acht Wohnungen durchsucht und insgesamt sechs syrische Asylbewerber festgenommen, denen eine Anhängerschaft der Terrororganisation Islamischer Staat und die Vorbereitung von Anschlägen auf den Essener Weihnachtsmarkt sowie auf ein Einkaufshaus vorgeworfen wird.
2018
Im Februar 2018 wurde in Eschwege ein 17-jähriger Iraker festgenommen, dem Kontakt mit hochrangigen Mitgliedern des Islamischen Staats sowie die Vorbereitung einer schweren staatsgefährdenden Gewalttat. Er habe sich demnach Bauanleitungen für ferngesteuerte Autosprengsätze besorgt.
Im April 2018 wurden im Raum Saarlouis drei syrische Asylbewerber festgenommen. Zwei von ihnen wird Mitgliedschaft im Islamischen Staat vorgeworfen, dem Dritten Rekrutierung für eine andere verbotene islamistische Gruppierung.
Im Juli 2018 wurde der abgelehnte marokkanische Asylbewerber Abderrahman D. zu zwei Jahren Haft ohne Bewährung verurteilt. Er wurde wegen Anleitung zur Begehung einer schweren staatsgefährdenden Gewalttat für schuldig befunden und soll ein Mitglied der Terrororganisation Islamischer Staat gewesen sein.
Im August wurde der 31-jährige Russe Magomed-Ali C. in Berlin festgenommen, da er dringend verdächtigt wird eine schwere staatsgefährdende Gewalttat und ein Explosionsverbrechen vorbereitet zu haben. Er verkehrte in einer Moschee, die auch vom Attentäter Anis Amri besucht wurde. Magomed-Ali C. hätte abgeschoben werden sollen, konnte jedoch ein Attest über eine angebliche psychische Erkrankung vorlegen, das ihm eine Duldung bis zum Jahre 2019 ermöglichte.
Am 1. September wurde in Florstadt ein 17-Jähriger mit türkischer und deutscher Staatsangehörigkeit festgenommen, der im Verdacht steht, einen islamistisch motivierten Sprengstoffanschlag verüben zu wollen. Er habe sich nach Angaben der Sicherheitsbehörden eine Anleitung zum Bau einer Sprengvorrichtung verschafft und hat versucht, Chemikalien über einen Internetversandhandel zu erwerben.
Am 7. Oktober 2018 wurde ein Stahlseil über die Schnellfahrstrecke Nürnberg–Ingolstadt bei Allersberg gespannt. Ein ICE durchbrach dieses Hindernis und der Anschlag blieb nahezu folgenlos. Ein ähnlicher Vorfall ereignete sich am 24. und dem 25. Dezember bei Berlin-Karlshorst. Es wurden in der Nähe Bekennerschreiben in arabischer Sprache gefunden und die Behörden stuften die Anschläge als islamistisch ein. Im März 2019 wurde der mutmaßliche Tatverdächtige, ein irakischer Flüchtling, in Wien gefasst.
Im Dezember 2018 verurteilte das Oberlandesgericht Celle zwei Asylbewerber aus Syrien zu zweieinhalb Jahren Haft, nachdem diese aus Salzgitter Propaganda für die Terrormiliz Islamischer Staat verbreiteten und zu Terrorangriffen insbesondere auf Weihnachtsmärkten aufgerufen hatten.
2019
Im Januar 2019 wurden drei irakische Flüchtlinge im Kreis Dithmarschen in Schleswig-Holstein festgenommen. Sie hatten nach Angaben der Ermittler einen islamistisch motivierten Terroranschlag vorbereiten wollen und hatten demnach bereits eine Bombenbauanleitung aus dem Internet heruntergeladen und begonnen, aus Silvesterraketen Schwarzpulver zu gewinnen.
2020
In Waldkraiburg wurden im April und Mai 2020 in mehreren Nächten Läden und Restaurants türkeistämmiger Inhaber mit Brandsätzen beworfen; die Ermittlungen wurden am 20. Mai 2020 vom Generalbundesanwalt übernommen. Muharrem D., ein Deutsch-Türke mit doppelter Staatsbürgerschaft und kurdischem Hintergrund, wurde festgenommen und gestand, die Taten verübt zu haben. Der Angeklagte hatte sich eigener Aussage zufolge unterbewusst von der Propaganda des islamischen Staats radikalisiert und sagte aus, Anhänger des IS gewesen zu sein. Die Ermittler fanden bei D. insgesamt 45 Kilogramm Sprengstoff, eine Pistole und 23 Rohrbomben, denen noch die Zünder fehlten. Im Jahr darauf verurteilte ihn das Oberlandesgericht München wegen versuchten Mordes in 26 Fällen und schwerer Brandstiftung zu neuneinhalb Jahren Haft und verhängte außerdem die Unterbringung in einer Psychiatrie. Laut dem Richter wären trotz der Geisteskrankheit des Täters die Taten nicht ohne eine islamistisch-dschihadistische Ideologie möglich gewesen. Das Motiv des Täters war nach Ansicht des Gerichts fanatischer Salafismus und Hass auf türkische Bürgerinnen und Bürger.
Am 18. August rammte ein Mann irakischer Staatsangehörigkeit bei einer Amokfahrt auf der Berliner Stadtautobahn mehrere Verkehrsteilnehmer, vornehmlich Motorradfahrer. Aufgrund seiner weiteren Handlungen wird ein islamistischer Hintergrund angenommen, in Kombination mit psychischen Störungen. Der Haftrichter entschied am darauffolgenden Tag die Unterbringung in der Psychiatrie.
2021
Im August wurde der in Hamburg lebende Sohn von Muhammad Haidar Zammar im Zuge eines fingierten Schusswaffen- und Handgranatenhandels festgenommen. Der 20-Jährige hatte mehrere Kilo Chemikalien für den Bau einer Bombe bei sich gelagert und sich Propaganda des islamischen Staats und der Al-Shabab-Miliz angesehen. Strafverfolger ermitteln wegen des versuchten Verstoßes gegen das Kriegswaffenkontrollgesetz sowie des Verdachts der Vorbereitung einer schweren staatsgefährdenden Straftat. Dem Verfassungsschutz war der Festgenommene als erweiterter Kontakt von Hamburger Islamisten bekannt. Im Dezember übernahm der Generalbundesanwalt die Ermittlungen.
Am 6. November griff der in Syrien aufgewachsene Palästinenser Abdalrahman A. im ICE auf der Fahrt nach Nürnberg vier Männer mit einem Messer an und verletzte drei von ihnen schwer. Die Bundesanwaltschaft ging von einem radikal-islamistischen Hintergrund der Tat aus, mit der A. einen Beitrag zum weltweiten Dschihad habe leisten wollen. Am 23. Dezember 2022 sprach das Oberlandesgericht München den Angeklagten u. a. des versuchten Mordes in drei Fällen und der gefährlichen Körperverletzung schuldig und verhängte eine Freiheitsstrafe von 14 Jahren. Die Verteidigung hatte auf Freispruch und Unterbringung in einer psychiatrischen Klinik plädiert, doch das Gericht folgte in seinem Urteil den drei psychiatrischen Gutachten, die den Angeklagten für schuldfähig erklären. Nach Einschätzung des Gerichts war A.s „radikal-islamistische, dschihadistische Einstellung“ verantwortlich für die Messerattacken.
2023
Im April 2023 wurden zwei Syrer wegen des Verdachts auf Planung eines Sprengstoffanschlags in Hamburg und Kempten festgenommen. Laut Polizei haben sie die Pläne, die mit dem Kauf bestimmter Chemikalien fortgeschritten waren, aus einer islamistischen Grundhaltung heraus begonnen. Gegen einen der beiden Brüder hatte zuvor bereits ein Haftbefehl des Amtsgerichts Hamburg wegen Terrorismusfinanzierung vorgelegen.
Ebenfalls im April 2023 erfolgten zwei islamistische Messerattacken durch einen syrischen Migranten in Duisburg. Der 27-jährige Maan D. tötete am 9. April 2023 zunächst auf offener Straße einen 35-jährigen Mann, den er für einen Ungläubigen hielt, mit 28 Messerstichen, bevor er am 19. April in einem Fitnessstudio auf vier Männer einstach, von denen drei lebensgefährlich verletzt wurden. Der Täter gab an, dem weltweiten Kampfaufruf des IS folgend, Ungläubige im Westen töten und selbst als Märtyrer sterben zu wollen.
Im Juli 2023 nahm die Polizei Nordrhein-Westfalen sieben Tadschiken fest, die im Auftrag des IS Anschläge vorbereitet haben sollen.
Nach einem Hinweis eines ausländischen Geheimdienstes auf einen bevorstehenden Terrorangriff wurden im November zwei jugendliche Islamisten (ein Deutsch-Afghane und ein Russe (Tschetschene)) festgenommen, die laut Polizei einen Anschlag mit einem LKW auf einen Weihnachtsmarkt geplant hatten. Des Weiteren wurde ein 20-Jähriger Iraker festgenommen, der laut der niedersächsischen Innenministerin Daniela Behrens auch einen Anschlag auf einen Weihnachtsmarkt vorhatte.
Rund um den Jahreswechsel wurden eine Gruppe von islamistischen Gefährdern (in dem Fall Tadschiken) bzw. Anhängern des Islamischen Staats Khorasan (ISIS-K) festgenommen; sie sollen Attentate auf den Kölner Dom und den Wiener Stephansdom geplant haben.
2024
Im März 2024 wurden zwei Afghanen in Gera festgenommen. Ihnen wirft die Bundesanwaltschaft eine Mitgliedschaft bei ISIS-K und die Vorbereitung eines Anschlags auf das schwedische Parlament vor.
Ein in Deutschland lebender Afghane verletzte beim Messerangriff in Mannheim am 31. Mai 2024 mehrere Personen, darunter einen Polizisten tödlich. Im Oktober 2024 erhob der Generalbundesanwalt Anklage gegen den Tatverdächtigen wegen Mordes und versuchten Mordes. Laut Anklageschrift hat der Tatverdächtige Sympathien für den IS und teile dessen Ideologie; er sei entschlossen gewesen, in Deutschland einen Anschlag auf vermeintlich Ungläubige zu begehen.
Nach vorläufigen Erkenntnissen tötete ein in Deutschland als subsidiär schutzberechtigt eingestufter muslimischer Syrer im August bei einem Stadtfest in Solingen drei Menschen mit einem Messer und verletzte acht weitere teilweise schwer. Der Generalbundesanwalt führt die Ermittlungen wegen Terrorverdachts.
Im September 2024, am Jahrestag des Münchner Olympia-Attentats, gab ein Österreicher mit bosnischen Migrationshintergrund in München mehrere Schüsse auf das israelische Generalkonsulat und das NS-Dokumentationszentrum ab und wurde dabei von der Polizei erschossen. Er war den österreichischen Behörden zuvor wegen einer möglichen islamistischen Radikalisierung aufgefallen.
Im Jahr 2024 wurden mehrere islamistische Anschläge vereitelt.
2025
Am 13. Februar 2025 raste ein afghanischer Flüchtling in München mit einem Fahrzeug in eine Menschenmenge. Zwei Personen wurden getötet, 26 weitere verletzt. Laut Aussagen der Ermittler handelt es sich um einen islamistisch motivierten Anschlag. Der Generalbundesanwalt übernahm die Ermittlungen.
Am 21. Februar 2025 stach ein 19-jähriger syrischer Flüchtling bei einem Angriff am Holocaust-Mahnmal auf einen 30-jährigen spanischen Touristen ein und verletzte ihn lebensgefährlich. Er wollte wohl gezielt Juden töten. Der Generalbundesanwalt übernahm die Ermittlungen.
Bei einem Messerangriff in Bielefeld am 18. Mai 2025 stach ein 35-jähriger syrischer Flüchtling mit einem Messer und einem Stockdegen vor einer Bar auf mehrere Menschen ein und verletzte vier lebensgefährlich. Der Generalbundesanwalt übernahm die Ermittlungen wegen des Verdachts eines islamistisch motivierten Anschlags.

## Österreich
Der Terroranschlag in Wien 2020 mit vier Todesopfern und 23 teils schwer Verletzten ist der blutigste islamistische Anschlag in der Geschichte Österreichs.
Geplante islamistische Anschläge in Österreich wurden wiederholt von den Behörden verhindert, so 2022 auf den Wien-Marathon, 2023 auf die Regenbogenparade und 2024 auf ein Konzert der US-amerikanischen Sängerin und Songwriterin Taylor Swift. Der Wiener Lorenz K. wurde 2018 zu neun Jahren Haft verurteilt, weil er einen Anschlag auf die Ramstein Air Base plante und einen zwölfjährigen Deutschen zu einem fehlgeschlagenen Terroranschlag auf einen Ludwigshafener Weihnachtsmarkt anstiftete. 2015 wurde ein Vierzehnjähriger verurteilt, einen Anschlag auf den Wiener Westbahnhof geplant zu haben.
Siehe auch: Liste von Terroranschlägen in Österreich und Islamischer Staat#Situation in Österreich

## Schweiz
In der Schweiz wurde die Gruppierung „Islamischer Staat“ am 8. Oktober 2014 durch den Bundesrat verboten, wie früher bereits al-Qaida.
Der erste islamistische Terroranschlag in der Schweiz ereignete sich im September 2020 in der Stadt Morges, als ein 29-Jähriger mit Schweizer und türkischer Staatsangehörigkeit, einen in der Schweiz weilenden gleichaltrigen Portugiesen mit einem Messer tötete. Im Januar 2023 wurde der Islamist unter anderem wegen Mordes, versuchten Mordes, versuchter Brandstiftung, Drohung und Propaganda für den Islamischen Staat (IS) von der Bundesanwaltschaft für schuldig befunden und zu 20 Jahren Freiheitsstrafe verurteilt. Zwei Monate nach dem ersten islamistischen Terroranschlag in der Geschichte der Schweiz erfolgte der Zweite; eine Frau verletzte zwei weitere Frauen mit einem Messer, eine davon schwer, und berief sich dabei auf den IS. Im September 2022 wurde die Täterin von Bundesstrafgericht wegen versuchten Mordes und Verstoß gegen das IS-Verbot zu neun Jahren Haft verurteilt.
Im November 2023 verzeichnete der Nachrichtendienst des Bundes 41 Risikopersonen aus dem islamistischen Milieu in der Schweiz.

## Anschläge auf Personen aus D-A-CH in Urlaubsgebieten
Westliche Touristen gehören zu den bevorzugten Anschlagszielen in Urlaubsgebieten im islamischen Raum, vor allem im südlichen und östlichen Mittelmeergebiet. Islamistische Terrorangriffe, bei denen deutsche, österreichische oder Schweizer Touristen umkamen:
1994
Bei einem Angriff auf ein Kreuzfahrtschiff in Ägypten wurde im März eine deutsche Urlauberin erschossen.
Im September wurden bei einem Angriff auf einen ägyptischen Badeort vier Touristen erschossen, darunter zwei Deutsche.
1995
Im Dezember wurden in Kaschmir fünf Touristen entführt, darunter der Deutsche Dirk Hasert. Die Behörden gehen vom Tod aller Touristen aus.
1997
Bei einem Anschlag auf einen Touristenbus am Ägyptischen Museum in Kairo kamen im September neun deutsche Urlauber ums Leben.
Bei einem Angriff auf den Hatschepsut-Tempel im ägyptischen Luxor ermordete die islamistische Gruppe Gamaa Islamija im November 62 Menschen, darunter 36 Schweizer und 4 deutsche Touristen (Anschlag von Luxor 1997).
2002
Bei einem Selbstmordanschlag auf die Al-Ghriba-Synagoge auf der tunesischen Insel Djerba kamen im April 14 deutsche Touristen ums Leben. Al-Qaida bekannte sich zu der Tat.
Im September tötete eine Autobombe in Saudi-Arabien einen deutschen Staatsbürger.
Bei Sprengstoffanschlägen der radikal-islamischen Gruppe Jemaah Islamiyah auf ein Nachtviertel auf der indonesischen Ferieninsel Bali kamen im Oktober 202 Menschen ums Leben, darunter sechs deutsche und drei Schweizer Urlauber (Anschlag von Bali 2002).
2003
Eine Touristengruppe wird in Algerien von Al-Qaida entführt und später freigelassen. Eine Deutsche erlitt einen Hitzschlag.
2006
Bei einer Serie von Bombenanschlägen im ägyptischen Urlaubsort Dahab starben im April 2006 22 Menschen, darunter ein zehnjähriger deutscher Junge.
2007
Am 18. April ermordeten radikalislamische Täter im türkischen Malatya drei Mitarbeiter des Zirve-Verlages, darunter den Deutschen Tilmann Geske.
2015
Bei einem Anschlag in  Port El-Kantaou nahe der tunesischen Stadt Sousse am 26. Juni erschoss ein islamistischer Einzeltäter 38 Menschen, darunter zwei deutsche Badeurlauber.
2016
8. Januar: Ein österreichisches Ehepaar wurde bei einem Messerangriff von ISIS-Anhängern im ägyptischen Badeort Hurghada leicht verletzt.
12. Januar: Bei einem Selbstmordanschlag im touristischen Zentrum von Istanbul, unweit der Blauen Moschee, tötete ein mutmaßlicher ISIS-Unterstützer aus Syrien durch eine Bombenexplosion zwölf Menschen, darunter zehn Mitglieder einer deutschen Reisegruppe. Sieben weitere Deutsche werden verletzt.
Am 13. März starben bei einem Anschlag in der Elfenbeinküste 18 Menschen, darunter eine Deutsche.
Am 14. Juli starben in Nizza bei einem Terroranschlag mit einem LKW 84 Menschen, darunter drei Deutsche.
Am 11. Dezember wurde am Maulid an-Nabī (Geburtstag des Propheten) in Kairo ein Anschlag auf eine koptisch-orthodoxe Kirche verübt. Beim Selbstmordanschlag wurden 25 Menschen getötet und 49 verletzt.
2017
1. Januar: Beim Terrorangriff auf den Istanbuler Nachtclub Reina tötete ein Mann kirgisischer Abstammung 39 Menschen, unter ihnen zwei in Deutschland ansässige Männer, einer von ihnen mit deutsch-türkischer Staatsangehörigkeit. Drei Deutsche wurden verletzt. Der IS reklamierte die Tat für sich.

## Anschläge auf Personen aus D-A-CH im sonstigen Ausland
Anschläge mit deutschen, österreichischen oder Schweizer Opfern im sonstigen Ausland:
1979
Der deutsche Geschäftsmann Hans-Joachim Leib wird im Zuge der iranischen Revolution ermordet.
1995
Der Kriegsberichterstatter Jochen Piest wird im Januar von tschetschenischen Rebellen getötet.
2001
Bei den Terrorangriffen vom 11. September in den USA befanden sich unter den rund dreitausend Opfern auch elf deutsche Staatsangehörige.
Im November töten die Taliban drei westliche Kriegsreporter, darunter den Deutschen Volker Handloik.
2004
Im April wurden 2 GSG-9-Beamte von Islamisten ermordet.
Im Mai wurde ein Deutscher in Riad von Islamisten ermordet.
2005
Im Mai wurden 2 deutsche Staatsbürger im Irak ermordet. Die Bundesregierung stuft die Todesfälle als geheim ein.
2006
Die Journalistin Karen Fischer und der Techniker Christian Struwe von der Deutschen Welle wurden im Oktober in Afghanistan von Taliban ermordet.
2007
Der Deutsche Sinan Krause wurde im Februar im Irak entführt. Seitdem gibt es kein Lebenszeichen mehr.
Im März wurde ein deutscher Entwicklungshelfer in Afghanistan ermordet.
Im Juli wurde der Deutsche Rüdiger Diedrich von den Taliban entführt und erlitt einen Herzinfarkt.
2008
Bei Angriffen einer von Pakistan unterstützten Kommandoeinheit aus islamistischen Separatisten auf die indische Finanzmetropole Bombay kamen über 170 Menschen ums Leben. Zu den drei deutschen Todesopfern zählte auch der Medienunternehmer Ralph Burkei.
2009
Die Deutsch-Afghanin Sitara Atschiksai wurde im April von Taliban ermordet.
Im Juni wurden die christlichen Missionarinnen Anita Grünwald und Rita Stumpp im Jemen ermordet.
2010
Im Juli starb ein Deutscher bei einem Selbstmordanschlag in Kunduz.
Im August wurden 10 christliche Missionare in Afghanistan ermordet, darunter eine Deutsche.
Im Dezember wurde ein deutscher Entwicklungshelfer bei einem Anschlag in Afghanistan getötet.
2011
Bei einem Selbstmordanschlag auf den Moskauer Hauptflughafen kamen im Januar 35 Menschen ums Leben, darunter zwei Österreicher und ein Deutscher. Zu der Tat bekannte sich der tschetschenische Rebellenführer Doku Umarow.
Im November starb ein deutscher Tourist bei einer Entführung in Mali.
2012
Im Januar starben 5 entführte Touristen in Äthiopien, darunter zwei Deutsche.
Im Mai wurde der deutsche Ingenieur Edgar Raupach von Boko Haram in Nigeria ermordet.
2013
Bei einem Angriff auf die deutsche Botschaft im Jemen starb ein Sicherheitsbeamter.
Im September wurden zwei Deutsche bei einem Selbstmordattentat im Jemen getötet.
2014
Die deutsche Reporterin Anja Niedringhaus wurde im April in Afghanistan von einem Islamisten ermordet.
2015
Bei den Terroranschlägen am 13. November 2015 in Paris sprengten sich drei islamistische Selbstmordattentäter während des Fußball-Länderspiels zwischen Deutschland und Frankreich vor dem Stade de France in die Luft; die Attentäter hatten zuvor vergeblich versucht, ins Stadion zu gelangen. Dort schauten auch der französische Staatspräsident Hollande und der deutsche Außenminister Steinmeier das Spiel. Beim Angriff im Bataclan-Theater ermordeten die Attentäter 90 Menschen.
2016
Bei den Terroranschlägen am 22. März 2016 in Brüssel kam es zu zwei Selbstmordattentaten am Flughafen Brüssel-Zaventem und einem weiteren Selbstmordattentat an der Station Maelbeek/Maalbeek der Metro Brüssel, die sich in unmittelbarer Nähe zur Europäischen Kommission und zum Europäischen Rat befindet. Zu den Anschlägen bekannte sich die islamistische Terrororganisation Islamischer Staat. Bei den Attentaten kamen 35 Opfer ums Leben. Weitere 300 Menschen wurden verletzt.

## Reaktionen und Auffassung zu Terrorismus von Muslimen in D-A-CH
Am 21. November 2004 demonstrierten in Köln 20.000 bis 25.000 Muslime gegen islamistischen Terrorismus. In einer gemeinsamen Erklärung distanzierten sich die größten muslimischen Verbände in Deutschland am 25. August 2006 von den vereitelten Terroranschlägen auf zwei Regionalbahnen Nordrhein-Westfalens und betonten dabei, dass solche Taten durch den Islam nicht gerechtfertigt werden können.
Zur Situation in Deutschland kam 2007 eine umfangreiche Studie im Auftrag des Bundesinnenministeriums u. a. zu dem Ergebnis, dass etwa 40 % der befragten Muslime physische Gewalt für ein legitimes Mittel der Auseinandersetzung bei einem Angriff des Westens gegen den Islam halten, dass aber über 90 % der Befragten Selbstmordattentate und Terror für nicht legitim halten.

## Aussteigerprogramme
Von 2010 bis 2014 betrieb das Bundesamt für Verfassungsschutz das Aussteigerprogramm HATIF. Aufgrund mangelnder Resonanz wurde das Programm eingestellt.
2012 richtete das Bundesamt für Migration und Flüchtlinge die Beratungsstelle Radikalisierung ein. Diese Telefonhotline richtet sich vor allem an ratsuchende Angehörige von Personen, die sich radikalisieren. Neben der direkten Hilfe für Familienangehörige soll so auch versucht werden, eine weitere Radikalisierung zu verhindern.